# Dragos Alexandrescu
Dragos Alexandrescu (født 16. januar 1924 i Constanta - død 7. marts 2014 i Bukarest, Rumænien) var en rumænsk komponist og lærer.
Alexandrescu studerede komposition på Musikkonservatoriet i Bukarest hos Alfred Mendelsohn, Theodor Rogalski og Ion Dumitrescu. Han har skrevet 2 symfonier, orkesterværker, kammermusik, korværker, vokalværker, værker for mange instrumenter etc. Han blev efter sin studietid ansat som lærer i komposition på Konservatoriet i Bukarest.

## Udvalgte værker
- Symfoni nr. 1 "Dobregea" (1954) - for orkester
- Symfoni nr. 2 "Histriam" (2000) - for orkester